# Ulrich Moroder

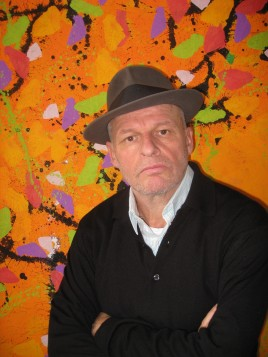
Der Künstler Ulrich Moroder

Ulrich Moroder (* 4. Oktober 1948 in St. Ulrich in Gröden) ist ein italienischer Künstler aus Südtirol.

## Werdegang
Ulrich Moroder lebt und arbeitet in Wien und St. Ulrich in Gröden.
Moroder erhielt 1974 eine Ausbildung an der Hochschule für Angewandte Kunst in Wien (O. Oberhuber, A. Frohner). 1976 ging er in die Provence. 1978 besuchte er die Academie de la Grande Chaumiere in Paris. Von 1980 bis 1987 hatte er mehrere Studienaufenthalte in New York und Los Angeles sowie von 1988 bis 1993 in Rom. Er ist ein Bruder von Giorgio Moroder.
Moroder absolvierte eine Lehre und Ausbildung als Fassmaler in St. Ulrich. Er war aktiver Spieler des Eishockeyteams HC Gherdëina, mit dem er in der Saison 1968/69 Italienischer Meister wurde. Außerdem war der Stürmer italienischer Nationalspieler und nahm mit den Azzurri an der C-Weltmeisterschaft 1970 teil.

## Ausstellungen
- Österreich, Italien, Deutschland, USA, Frankreich.
- Ehemaliges Mitglied des Südtiroler Künstlerbundes.[3]

## Arbeiten im Besitz
- Stadt Wien, Bundesministerium für Unterricht und Kulturelle Angelegenheiten, Museion Bozen,[4] Ferdinandeum Innsbruck[5]